# 도깨비 (눈물을 마시는 새)
도깨비는 작가 이영도의 소설 《눈물을 마시는 새》, 《피를 마시는 새》에서 등장하는 네 종족 중의 하나이다. 자신을 죽이는 신의 선민 종족이다.

## 외형
- 인간, 나가 (눈물을 마시는 새)보다 머리 하나 정도 더 큰 건장한 체격의 사람
  - 인간 중에 건장한 사람은 도깨비와 비슷하다는 것을 보아 레콘처럼 압도적인 차이는 아닌 것 같다.
- 그 이외의 묘사는 거의 나오지 않는다. 전통적인 한국 도깨비의 외형으로 보인다.

## 특징
- 몸이 죽어도 육신이 없는 어르신이라는 존재가 되어 살아갈 수 있다.
- 피 보는 것을 굉장히 싫어한다. 종족 전체가 피에 대해 깊은 공포증을 가지고 있다.
- 폭력도 굉장히 기피한다.
- 호기심이 강하고 낙천적이다. 단, 개인차가 존재하며, 도깨비도 화가 날 때는 당연히 화를 낸다.
- 도깨비불을 일으키고 자유자재로 다룬다.
  - 땔감없이 불 붙일 수 있고, 온도와 밝기도 조절할 수 있다.
    - 다른 이의 몸에 화상을 입지 않을 불을 붙여주기도 한다.

  - 폭력을 싫어하지만 이성을 잃으면 섬 하나를 통째로 증발시키는 도깨비불을 일으키기도 한다.
  - 도깨비불로 세수를 하고 몸을 씻는다.
- 모든 음식을 구워 먹으며, 곡식을 주식으로 한다.
  - 고기를 먹어야 할 때는 다른 종족에게 손질을 부탁하며, 부득이한 경우 산 채로 구워서 먹으며, 이는 도깨비들에게 굉장히 드문 일이다.

## 문화
- 부계 중심의 사회이다.
  - 어머니와의 관계에 대한 언급이 없고 주로 남성 도깨비가 등장한다.
    - 여성 도깨비는 어르신인 탄실 구마리만 언급된다.

  - 도깨비의 혼례는 인간과 비슷하다고 한다.
- 잠을 깊이 자는 것을 굉장히 중요한 행복으로 여긴다.
  - 인삿말도 "안녕하십니까?"가 아닌 "좋은 꿈 꾸셨습니까?"이다.
- 씨름을 굉장히 좋아한다. 체격이 좋은 데다가 피볼 일이 없이 힘을 쓸 수 있는 운동이기 때문이다.
- 나무를 태운 송연묵과 나무 종이인 도깨비지, 또는 철필과 금속판을 쓰며, 연초를 피우는 문화가 있다.
  - 피를 무서워해서 양피지를 쓸 수 없다.
  - 이로 인해 식물을 사랑하는 나가들에게는 미움을 받고 있으며, 반대로 도깨비들 역시 나가들 앞에서는 연초를 피우지 않는다.
- 고향 지명을 성씨로 사용한다.
- 인간을 킴으로 호칭한다. 킴이라는 인간이 이들에게 작물을 재배해먹는 법을 알려준 데서 유래한다.

## 정치 체계
- 도깨비들은 성주를 지도자로 삼으며, 성주의 임기는 종신제이다.
  - 도깨비들은 즈믄누리 내에서 성주가 정한 일은 항상 옳다 여기며, 이에 대한 이의를 제기하는 경우는 없다.
- 도깨비에게는 성주를 보좌하는 무사장이란 직책이 있다. 무사장은 도깨비들의 유일한 전력이며, 무사장 이외의 병력은 존재하지 않는다.

## 이외 설정
- 어르신
  - 도깨비가 육신이 죽은 후 소멸하지 않고 영만 남은 존재이다. 이로 인해 도깨비들은 죽음에 대해 두려워하지 않는다.
  - 도깨비불과 같은 형태로 부유하여 이동한다. 대신 도깨비불을 일으키지 못한다.
  - 보통 살아 있는 도깨비들이 주변에 있어야 소통이 가능하다.
- 딱정벌레
  - 도깨비들의 이동 수단
  - 도깨비와 딱정벌레는 수화를 나눌 수 있기 때문에 딱정벌레가 전서구 역할을 하기도 한다.